# Sarcophyton nigrum
Sarcophyton nigrum is een zachte koraalsoort uit de familie Alcyoniidae. De koraalsoort komt uit het geslacht Sarcophyton. Sarcophyton nigrum werd in 1899 voor het eerst wetenschappelijk beschreven door May. 